# Getasjen
Getasjen är en ort i Armenien.   Den ligger i provinsen Armavir, i den västra delen av landet, 50 kilometer väster om huvudstaden Jerevan. Getasjen ligger 888 meter över havet och antalet invånare är 2 114.
Terrängen runt Getasjen är platt. Närmaste större samhälle är Armavir, 14,7 kilometer nordost om Getasjen.